# گربه‌ماهی (مستند)
گربه‌ماهی (انگلیسی: Catfish) مستندی محصول سال ۲۰۱۰ به کارگردانی هنری جوست و آریل شولمن است. این مستند حول محور زندگی آنلاین مرد جوانی به نام نیو و رابطه عاشقانه او با زن جوانی در شبکه اجتماعی فیس‌بوک است. این مستند به موفقیت تجاری رسید. که منجر به ساخت سریال تلویزیونی واقع‌نما گربه‌ماهی: نمایش تلویزیونی از شبکه ام‌تی‌وی شد. اصطلاح گربه‌ماهی‌گری از این مستند وام گرفته شده است. 

## خلاصه داستان
عکاس جوانی به نام نیو شولمن با برادرش آریل در شهر نیویورک زندگی می‌کند. ابی پیرس، یک کودک اعجوبه هنرمند ۸ ساله در روستای ایشپمینگ، میشیگان، نقاشی یکی از عکس‌های خود را برای نیو می‌فرستد. آنها دوستان فیس بوکی هم می‌شوند که این دوستی به خانواده ابی، از جمله مادرش آنجلا (وسلمن) وینس شوهر آنجلا؛ و خواهر ناتنی و جذاب ابی، مگان، که در گلادستون، میشیگان زندگی می‌کند، گسترش می‌یابد.
در شروع مستند، آریل و هنری جوست در حالی که نیو رابطه آنلاین با مگان را آغاز می‌کند، از او فیلمبرداری می‌کنند. مگان MP3های کاور آهنگ‌هایی را که برای نیو ضبط می‌کند را برایش می‌فرستد، اما به زودی نیو متوجه می‌شود که همه آنها از اجراهای یوتیوب گرفته شده‌اند. او بعداً شواهدی پیدا می‌کند که نشان می‌دهد آنجلا و ابی دربارهٔ جزئیات دیگر حرفه هنری ابی نیز دروغ گفته‌اند. آریل از نیو می‌خواهد که رابطه را برای مستند ادامه دهد، اگرچه به نظر می‌رسد که نیو تمایلی به ادامه ندارد. این سه نفر تصمیم می‌گیرند به میشیگان سفر کرده تا با حضوری بداهه در خانه پیرس، مستقیماً با مگان روبرو شوند. همان‌طور که آنها به خانه می‌رسند، آنجلا مدتی طول می‌کشد تا در را به روی آنها باز کند، اما استقبال می‌کند و به نظر می‌رسد خوشحال است که بالاخره شخصاً نیو را ملاقات می‌کند. او همچنین به نیو می‌گوید که به تازگی شیمی درمانی را برای سرطان رحم آغاز کرده‌است. آنجلا پس از گذاشتن چندین پیام در حین تماس با مگان، نیو و آریل را به خانه دوست ابی می‌برد تا ابی را ببینند. نیو در حین صحبت با ابی و دوستش به تنهایی، متوجه می‌شود که ابی هرگز خواهرش را ندیده و به ندرت نقاشی می‌کشد.
صبح روز بعد، نیو با پیامکی از مگان از خواب بیدار می‌شود که می‌گوید او مدت‌ها اعتیاد به الکل داشته و تصمیم گرفته‌است که به بخش بازپروری مراجعه کند و نمی‌تواند او را ملاقات کند، این موضوع توسط یکی از دوستان فیس‌بوک مگان تأیید می‌شود، اما نیو متوجه می‌شود که این احتمالاً یک دروغ دیگر از آنجلا است. پس از ملاقات با خانواده در خانه آنها، آنجلا اعتراف می‌کند که عکس‌های مگان مربوط به یک دوست خانوادگی است، و دخترش مگان در مرکز توانبخشی است و آنجلا واقعاً هر یک از نقاشی‌هایی را که به نیو ارسال کرده بود، کشیده‌است؛ بنابراین نیو متوجه می‌شود آنجلا با یک حساب کاربری فیس بوک و تلفن همراه جایگزین خود را به عنوان مگان جا زده و با او چت کرده‌است. آنجلا در حالی بر روی نقاشی ای از چهره نیو کار می‌کند، اعتراف می‌کند که پروفایل‌های مختلف فیس‌بوک همه توسط او اداره می‌شده، اما از طریق دوستی‌اش با نیو، دوباره با دنیای نقاشی ارتباط برقرار کرده‌است، دنیایی که قبل از فدا کردن حرفه‌اش برای ازدواج با وینس، به آن علاقه‌مند بود. وینس دارای دو کودک ناتوان ذهنی شدید است که نیاز به مراقبت مداوم دارند. از طریق مکالمه با خود وینس، نیو و برادرش متوجه می‌شوند که آنجلا به او (به دروغ) گفته‌است که نیو هزینه نقاشی‌های او را پرداخت می‌کند، و نیو مشوق و حامی مالی نقاشی‌های او بوده‌است.
وینس، در حال صحبت با نیو، داستانی را در مورد نحوه حمل ماهی زنده به همراه گربه‌ماهی در همان مخازن برای فعال نگه داشتن ماهی و در نتیجه اطمینان از کیفیت ماهی تعریف می‌کند. او بیشتر این را به عنوان استعاره ای توضیح می‌دهد که چگونه در زندگی، افرادی وجود دارند که آنها را هوشیار، فعال و همیشه در حال فکر نگه می‌دارند. وینس به‌طور ضمنی معتقد است که آنجلا چنین شخصی است.
مدتی بعد، نیو بسته‌ای را دریافت می‌کند که برچسب آن از طرف آنجلا است. این نقاشی تکمیل شده‌ای است که او در طول ملاقات آنها روی آن کار کرد، هرچند که نیو در احساسات خود نسبت به آن دوسوگرا به نظر می‌رسد.
در پایان فیلم متنی روی صفحه به بیننده اطلاع می‌دهد که آنجلا سرطان نداشته‌است. مگان در مرکز توانبخشی پایین ایالت وجود ندارد و انجلا دختری را که در تصاویر است نمی‌شناسد. در طول مکاتبات نه‌ماهه خود، آنجلا و نیو بیش از ۱۵۰۰ پیام رد و بدل کردند. بعداً مشخص شد که دختری که در این تصاویر دیده می‌شود، ایمی گونزالس، یک مدل و عکاس حرفه‌ای است که با همسر و دو فرزندش در ونکوور، واشینگتن زندگی می‌کند. در اکتبر ۲۰۰۸، دو ماه پس از وقایع، رونالد، یکی از پسران دوقلوی وینس، درگذشت. آنجلا ۱۵ پروفایل دیگر خود را غیرفعال کرد و پروفایل فیس بوک خود را به عکسی از خود تغییر داد و اکنون وب سایتی برای تبلیغ خود به عنوان یک هنرمند دارد. نیو هنوز در فیس بوک فعال است و بیش از ۷۳۲ دوست از جمله آنجلا دارد.

## عنوان
در این فیلم، وینس، شوهر گربه‌ماهی، داستانی را نقل می‌کند: 
```
 «در زمانی که 
ماهی روغن
 زنده از 
آمریکای شمالی
 به آسیا فرستاده می‌شد، عدم فعالیت ماهی‌ها در تانک باعث می‌شد که فقط گوشت لخته‌شده به مقصد برسد. با این حال، ماهیگیران دریافتند که قرار دادن 
گربه‌ماهی
 در مخازن باعث فعال نگه داشتن ماهی‌ها می‌شود و در نتیجه کیفیت ماهی را تضمین می‌کند.» 
```

این روایت از کشیش چاک سویندول سرچشمه می‌گیرد.
وینس سپس بیان می‌کند که همسرش آنجلا مانند یک گربه‌ماهی عمل می‌کند و زندگی اطرافیانش را جذاب نگه می‌دارد. عنوان فیلم بر اساس این دیالوگ ساخته شده‌است و اصطلاح «گربه‌ماهی» از آنجا آمده‌است.

## تولید

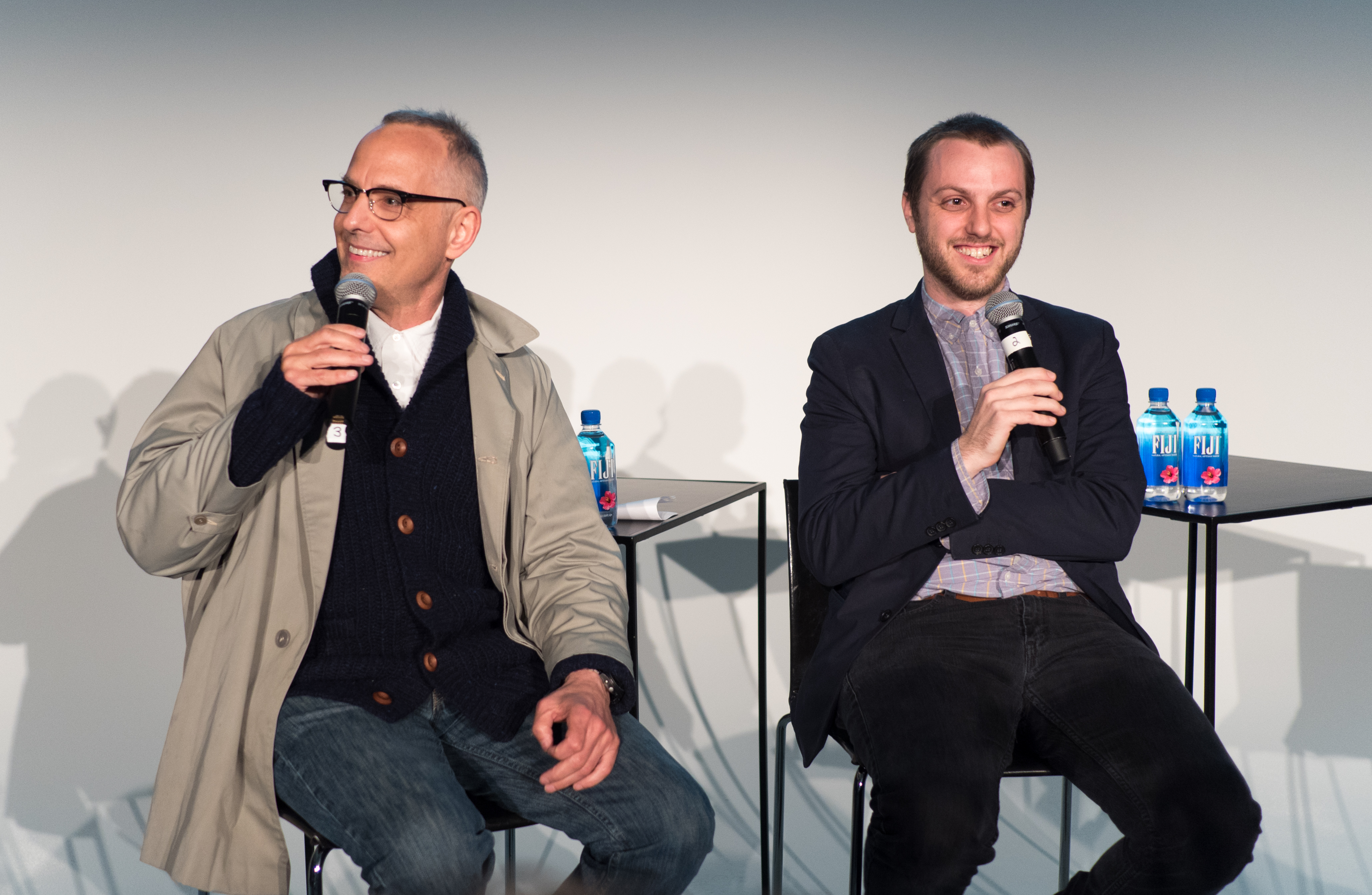
تهیه‌کننده مارک اسمرلینگ و تدوینگر زک استوارت-پونتیه در سال ۲۰۱۸

آنجلا برای به تصویر کشیدن مگان و خانواده اش از تصاویری استفاده کرد که گونزالس در فیس بوک پست کرده بود. سازندگان مستند به خاطر حضور غیرارادی گونزالس در گربه‌ماهی غرامت پرداختند و او در تبلیغات فیلم شرکت کرد.

## اعتبار
پس از اکران فیلم در جشنواره فیلم ساندنس، جلسه پرسش و پاسخ در زمانی که یکی از مخاطبان پیشنهاد کرد که گربه‌ماهی ممکن است در واقع یک «مستند ساختگی» باشد، به‌طور ناگهانی پایان یافت. آریل شولمن این نظریه را رد کرد و در پاسخ گفت: «اوه، پس شما می‌گویید که برادر من بهترین بازیگر جهان است؟ برای برادرم بشنویم! مارلون براندو بعدی، خانم‌ها و آقایان! بسیار از شما متشکرم! اوه، و ما بهترین نویسنده‌های هالیوود هستیم؟ از همه متشکرم!»  پس از نمایش فیلم، مورگان اسپرلاک، مستندساز به تهیه‌کنندگان فیلم نزدیک شد و گربه‌ماهی را «بهترین مستند جعلی» که تا به حال دیده بود نامید.
صحت زندگی آنجلا وسلمن پیرس، آنطور که در فیلم ارائه شده، مورد تردید نیست و توسط منابع خبری مستقل تأیید شده‌است. یک ماه پس از اکران فیلم، از وسلمن-پیرس در ۲۰/۲۰ شبکه ABC مصاحبه شد و لس آنجلس تایمز نمایه ای از او منتشر کرد.
برخی از روزنامه نگاران و منتقدان سینما در مورد انگیزه‌های فیلمسازان تردید دارند.  کایل بوکانان از Movieline این سؤال را مطرح می‌کند که چرا فیلمسازان خیلی زود شروع به مستندسازی وسواس‌آمیز رابطه آنلاین نیو کردند، و استدلال می‌کند که بسیار غیرممکن است که متخصصان رسانه‌ای مانند شولمن و جوست از اینترنت برای تحقیق دربارهٔ مگان و خانواده اش قبل از ملاقات با آنها استفاده نکرده باشند.  بوکانان و دیگران پیشنهاد کرده‌اند که سازندگان فیلم احتمالاً داستان جعلی وسلمن-پیرس را زودتر از آنچه در فیلم ارائه شده کشف کرده‌اند و وانمود کرده‌اند که فریب خورده‌اند تا بتوانند از داستان او برای مستند سوء استفاده کنند. 

## سریال ام تی وی
برادران شولمن طی همکاری مجدد با ام تی وی، یک سریال تلویزیونی واقعیت شبیه به ایده مستند اولیه با این تفاوت که این بار از تجربه رابطه آنلاین در زندگی سایر افراد ساخته‌اند. این سریال اولین بار در ۱۲ نوامبر ۲۰۱۲ پخش شد.

## بازخورد
این فیلم با استقبال خوب منتقدان مواجه شد. در راتن تومیتوز بر اساس ۱۵۴ بررسی، به نمره ۸۰ دست یافت. اجماع سایت بر این است که «گربه‌ماهی ممکن است مرز بین درام واقعی و بهره‌برداری غیرقابل اعتماد را برای برخی از بینندگان کمی بیش از حد ناپایدار طی کند، اما پیش‌فرض به موقع و معمای کاملاً زخمی آن، یک مستند جذاب را ایجاد می‌کند». در متاکریتیک، این فیلم بر اساس نقدهای ۲۹ منتقد، امتیاز ۶۵ درصد را به خود اختصاص داده‌است که نشان دهنده «نقدهای عموماً مطلوب» است.
مجله تایم یک مقاله تمام صفحه نوشت که توسط مری پولس در شماره سپتامبر ۲۰۱۰ نوشته شده بود، و گفت: «در حالی که گربه‌ماهی را تماشا می‌کنید، در انتظار مشکلی که باید در راه باشد، می‌پیچد - چرا این یک فیلم دیگر است؟ فکر کنیم این چهره واقعی شبکه‌های اجتماعی است.»
در جشنواره فیلم ساندنس در سال ۲۰۱۰، آلیسون ویلمور از آی‌اف‌سی آن را به عنوان یک «داستان عاشقانه غم‌انگیز و غیرعادی» توصیف کرد. جان دیفور از هالیوود ریپورتر، گربه‌ماهی را «فریبنده» و «جمعیت پسندکننده» خواند، اما گفت که «برای حفظ شگفتی‌ها در هسته خود، به بازاریابی هوشمندانه نیاز دارد.» کایل بوکانن از مووی لاین پرسید که آیا «به‌راحتی پرهیاهوترین مستند» در ساندنس «مشکل حقیقت» دارد یا خیر، و گزارش داد که یکی از مخاطبان سؤال کرده‌است که آیا اصلاً مستند است یا خیر. راجر ایبرت از شیکاگو سان تایمز به این سوالات به عنوان یک «بازجویی شدید متقابل» اشاره کرد و اینکه فیلمسازان «به بی گناهی خود اعتراض کردند و در واقع همه افراد فیلم دقیقاً همانگونه هستند که فیلم آنها را به تصویر می‌کشد.»
توتال فیلم این فیلم را چنین توصیف کرد: «خنده دار، ناراحت‌کننده و کاملاً گیرا … نتیجه نهایی یک مطالعه اجباری و پیش برنده از روابط مجازی و واقعی است».

## دعاوی حقوقی
این فیلم موضوع دو شکایت در مورد آهنگ‌های استفاده شده در فیلم بدون انتساب به سازندگان آن‌ها بوده‌است. رلتیویتی مدیا به این نتیجه رسیده‌است که با توجه به این دعاوی، فیلم هرگز به سودی نخواهد رسید.